# ザ☆メンテナンス
ザ☆メンテナンスは、日本のロックバンド。SEX MACHINEGUNSのメンバーであるAnchang、SHINGO☆ら4人で構成されている。
2012年、SEX MACHINEGUNSが活動を休止したことを受けて結成される。川崎市の宮前区が企画したヘビーメタルによる町おこしの企画「宮前区重金属発掘計画」に参加し、そのテーマソングとして楽曲『宮前兄弟』を提供した。
2013年2月20日に1枚目のアルバム『工事中』を発売。2014年にSEX MACHINEGUNSが活動を再開してからもザ☆メンテナンスの活動は並行して続いており、2016年12月1日には2枚目のアルバム『基礎工事』を発売した。
2025年1月17日に公式HP上で「解散の理由はあんちゃんとおやかたの音楽的志向の違い、意見の違いからによるものです。」と発表され解散した。

## 参考資料
1. ↑  “ヘビメタ「宮前兄弟」完成 ANCHANGさんが来区”. タウンニュース宮前区版. (2013年2月22日) 2019年3月19日閲覧。
2. ↑  “ANCHANG（SEX MACHINEGUNS）率いる突発活動バンド、ザ☆メンテナンスが初音源発表”. BARKS.   ジャパンミュージックネットワーク (2013年2月6日). 2019年3月19日閲覧。